# Romain Grau
Pour les articles homonymes, voir Grau (homonymie).
 (mai 2021).
Romain Grau, né le 21 juin 1974 à Perpignan (France), est un avocat, chef d'entreprise et homme politique français, membre du parti politique La République en marche. Il est conseiller départemental des Pyrénées-Orientales du canton du Moulin à Vent et député de la première circonscription des Pyrénées-Orientales, après avoir été également premier adjoint à la mairie de Perpignan et conseiller communautaire de Perpignan Méditerranée Métropole, chargé des questions économiques. Il a été directeur général de la société EAS Industries, spécialisée dans la maintenance aéronautique à Perpignan.
Il a été membre, ou proche, de partis politiques tels que l'Union des démocrates et indépendants, Les Républicains et La République en marche.

## Biographie
Fils d'un viticulteur de Villemolaque, dans les Pyrénées-Orientales,, Romain Grau est diplômé de l'Institut d'études politiques de Paris (1996).
Il entre en 2002 à l'École nationale d'administration (promotion Léopold-Sédar-Senghor) et y rencontre Emmanuel Macron, qui, tout comme lui, réalise son stage ENA en Afrique. Ils défendront d'ailleurs ensemble que la promotion soit baptisée « Senghor » et se retrouveront par la suite dans leur scolarité à la CFDT. On peut le retrouver sur la photographie officielle de la promotion, juste au-dessus d'Emmanuel Macron.
Entre 1997 et 1998, il est attaché parlementaire du député socialiste Henri Sicre puis de 1999 à 2002, il est attaché parlementaire du député socialiste et aujourd'hui écologiste Jean Codognès. 
Par ailleurs, il est avocat en droit des affaires et en droit fiscal et travaille pour le cabinet international TAJ où il est associé. En 2011, il quitte le barreau des Hauts-de-Seine et s'inscrit à Perpignan. 

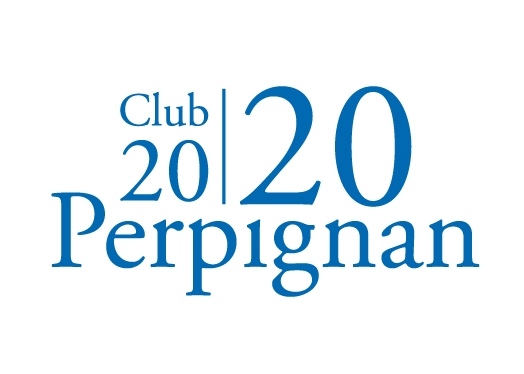
Logo de l'association Perpignan 2020 que Romain Grau a créée et dont il est président.

Alors avocat à Paris, il revient dans le département à l'occasion des élections municipales de 2008 à Perpignan, où, à la demande du divers gauche Jean Codognès, il est un de ses colistiers. À la suite de l'affaire dite "des chaussettes", une nouvelle élection municipale est organisée en 2009. Jean Codognes refuse de rejoindre la liste conduite par la socialiste Jacqueline Amiel-Donat et se présente en tant que divers pour le scrutin. Romain Grau décide de repartir aux côtés de Jean Codognès. Refusant de fusionner au second tour avec la liste menée par la socialiste Jacqueline Amiel-Donat, soutenue par le président du département Christian Bourquin. Les électeurs de Perpignan reconduisent Jean-Paul Alduy avec 53,5 % des suffrages au second tour.  La liste menée par la socialiste Jacqueline Amiel Donat recueille 33,1 % et celle par le divers gauche Jean Codognes 13,4 % Ce dernier voit trois élus de sa liste accéder au Conseil municipal, dont la Modem Clotilde Ripoull et Romain Grau, qui devient d'ailleurs conseiller municipal d'opposition.
Par la suite, il rejoint finalement la majorité municipale de Jean-Paul Alduy et devient vice-président responsable du développement économique au sein de la communauté urbaine, poste qu'il occupera jusqu'en 2014. Il rejoint Jean-Paul Alduy à l'UDI puis suit ce dernier chez Les Républicains.
En 2012, il se présente aux élections législatives comme suppléant de Daniel Mach, à la suite d'un accord entre l'UDI et l'UMP. 
Afin de préparer les élections municipales de 2014, il crée et préside l'association et groupe de réflexion « Perpignan 2020 », apparenté à droite, qui prône « la consultation citoyenne et la confrontation des idées ». Il figure alors en 2014 sur la liste de Jean-Marc Pujol, Les Républicains, lors de l'élection municipale pour la mairie de Perpignan et devient premier adjoint chargé des finances.
Pressenti pour diriger l'agglomération de Perpignan en 2014 avec le soutien de Jean-Paul Alduy, il devient finalement conseiller communautaire chargé des affaires économiques.
En 2014 toujours, avec d'autres partenaires, dont Philippe Chabalier, président de la société d'ingénierie documentaire Studec (32,4 millions d'euros de CA en 2012) présente dans la maintenance aéronautique, ils sont les seuls à proposer une offre de reprise de la société, en liquidation judiciaire et dont le passif est de 9 millions d'euros, afin de sauver les 250 emplois d'un des fleurons industriels du département des Pyrénées-Orientales. À la demande des actionnaires il devient directeur général de la société EAS Industries, société spécialisée dans la maintenance aéronautique à Perpignan, qui permet de maintenir 230 emplois sur le site.  
À la suite de son élection en tant que député, il démissionne de ses fonctions de directeur-général d'EAS « afin que ma vie politique n'interfère pas dans celle de l'entreprise » et vend ses parts à Bruno Lechevin.
En 2015, il est élu sur le canton du Moulin à Vent, avec sa binôme Isabele de Noëll Marchesan conseiller départemental des Pyrénées-Orientales sous étiquette Les Républicains,. Il appelle à faire barrage au Front national lors du deuxième tour des élections cantonales, contrairement à son parti politique qui ne donne aucune consigne de vote. En cas de victoire des Républicains, il était pressenti avec Jean Castex pour diriger le département[réf. à confirmer]. Après l'élection à la présidence de la socialiste Hermeline Malherbe il rejoint l'URDC qui est présidé par Jean Castex. À la suite de la démission de la présidence du groupe de Jean Castex et de la désignation par le groupe du Sénateur LR Jean Sol, il décide avec Isabelle de Noëll-Marchesan de quitter le groupe URDC et de siéger, pour l'instant, avec les non-inscrits.
Lors de la primaire de la droite et du centre pour l'élection présidentielle de 2017, il fait campagne pour Alain Juppé.
Pour les élections législatives de 2017, il échoue à obtenir l'investiture des Républicains dans la première circonscription des Pyrénées-Orientales, mais obtient finalement celle de La République en marche . Jacques Cresta, le député sortant socialiste, avait pourtant rejoint La République en marche en mars 2017 et était pressenti pour obtenir l'investiture. Romain Grau aurait nié avoir des ambitions nationales lors d'une entrevue avec un collaborateur parlementaire de Jacques Cresta[réf. à confirmer]. Ce dernier apportera finalement son soutien à Romain Grau[source insuffisante]. Sa candidature sous l'étiquette En Marche lui vaudra une exclusion du parti Les Républicains en septembre 2017.
Lors de la campagne, il est notamment opposé à Jean Codognès (sous étiquette PS/EELV) pour lequel il a déjà travaillé en tant qu'attaché parlementaire, Daniel Mach avec lequel il s'était présenté en tant que suppléant en 2012 (LR) et Alexandre Bolo (FN).
Il obtient 31,75 % à l'issue du premier tour de l'élection et est opposé au candidat Front National Alexandre Bolo. À l'issue du premier tour de l'élection, il reçoit le soutien du maire Les Républicains de Perpignan, Jean-Marc Pujol,. Arrivé en tête dans toutes les communes de sa circonscription à l'exception de Pollestres, il est élu le 18 juin avec 57,22 % des votes exprimés.
Le 30 juin 2017, pour se conformer à la loi sur le cumul des mandats, Romain Grau annonce qu'il démissionne de son mandat de premier adjoint au maire de Perpignan ainsi que de celui de conseiller communautaire de Perpignan Méditerranée Métropole ; il conserve, conformément à la loi, son mandat de conseiller départemental. Il démissionne également de sa fonction de directeur général d'EAS.
Le 27 juillet 2019, lors d'une manifestation des Gilets jaunes, des manifestants vandalisent la permanence parlementaire de Romain Grau à Perpignan, alors qu'il était en train de travailler à l'intérieur. Ce sont au total une vingtaine de permanence de députés LREM qui sont dégradées à la suite du vote du CETA.
Le 22 janvier 2022, pris à partie lors d’une manifestation anti-pass vaccinal et antivax, Romain Grau, alors en compagnie de Guillem Gervilla, conseiller parlementaire du ministre de la Justice, est agressé verbalement et physiquement par trois hommes. Deux de ses agresseurs écopent d’une peine de 18 et 12 mois de prison ferme le 31 janvier.
Candidat à sa réélection lors des élections législatives de 2022, il se qualifie pour le second tour le 12 juin. Le 19 juin, il est néanmoins battu par la candidate du Rassemblement national Sophie Blanc en obtenant 46,13 % des voix.

## Élections municipales de 2020 à Perpignan
Romain Grau est la première personnalité à faire acte de candidature pour les élections municipales de 2020 à Perpignan. Il a depuis reçu le soutien du député de la 4e circonscription Sébastien Cazenove, ainsi que de Frédérique Lis, la référente départementale de LaRem66, tout comme de l'Alliance Centriste 66, ainsi qu'AGIR dont le référent de la région Occitanie Julien Miro est venu apporter le soutien de son parti à Romain Grau dans le cadre des prochaines élections municipales[réf. à confirmer]. Le candidat LREM a également reçu le soutien du Modem66. Après le premier tour des élections municipales françaises de 2020, il arrive en quatrième position avec 13.17% des voix exprimées . Il se désiste au second tour pour faire barrage à Louis Aliot, candidat du Rassemblement National.

## Controverses

### Gestion financière de New EAS
En 2014, Romain Grau est devenu directeur général de New EAS après son rachat, l'entreprise étant spécialisée dans la maintenance des avions. Mais selon le rapport du commissaire aux comptes de la société publié en 2017, les chiffres figurant au bilan de l'exercice 2016 ont été « surévalués d'un montant de 75 333 euros », et divers artifices comptables ont, sur l'ensemble de la période Grau, simulé 2,76 millions d'euros de gains fantômes. Sur la même période, l'entreprise a été épinglée pour huit manquements aux obligations d'information sur les résultats de l'entreprise. Le rapport du commissaire aux compte conclut « En raison des faits exposés ci-dessus, nous ne sommes pas en mesure de certifier que les comptes annuels sont, au regard des règles et principes comptables français, réguliers et sincères et donnent une image fidèle du résultat des opérations de l’exercice écoulé ainsi que de la situation financière et du patrimoine de votre société. ».

### Harcèlement moral
En pleine campagne des élections législatives de 2017, une enquête est demandée par le parquet de Perpignan à la Brigade de gendarmerie des transports aériens de Rivesaltes à l'encontre des dirigeants de la société EAS pour des faits de harcèlement moral. En juin 2017, une dizaine de personnes sont en arrêt de travail dans l'entreprise et deux cas ont été présentés devant le tribunal des prud'hommes. Romain Grau exerce la fonction de directeur général de la société EAS.
Philippe Chabalier, PDG de la société, a indiqué ne pas avoir connaissance de cas de harcèlement moral dans son entreprise et a précisé que les cas présentés au tribunal des prud'hommes n'avaient pas de rapport avec des faits de harcèlement moral. Deux représentants syndicaux affiliés à la CGT ont indiqué qu'ils ne se reconnaissaient pas dans la plainte déposée et ont dénoncé l'utilisation faite de la société EAS pour déstabiliser la candidature de Romain Grau. Deux jours après, les salariés et le comité d'entreprise déclarent ne pas cautionner les propos de ces représentants syndicaux.
France bleu décrit des conditions de travail exténuantes : « Surmenage, burn-out, cadences infernales, jusqu'à 60 heures par semaine, et surtout une pression de la direction pour faire sortir à tout prix les avions des hangars, même si la maintenance est bâclée. Fin février par exemple, les ouvriers ont dû faire sortir cinq avions en une seule semaine ». Jean Codognès, candidat socialiste et écologiste dans la même circonscription que Romain Grau, dénonce les conditions de travail dans la société EAS : « l’organisation et les conditions du travail sont inadmissibles ».
En février 2018, l'enquête pour harcèlement concernant les dirigeants d'EAS est classée sans suite, aucune charge n'ayant été retenue contre Romain Grau, alors dirigeant d'EAS.

### Ordre public
Le 28 juillet 2018, alors que la mairie de Perpignan a lancé la démolition de certaines maisons du quartier Saint-Jacques, Romain Grau, selon Les Républicains, aurait encouragé la communauté gitane de la ville à « faire peur », seul un trouble à l’ordre public pouvant justifier une intervention du préfet dans le dossier. Romain Grau a reçu une délégation de riverains du quartier Saint-Jacques qui étaient en colère. Il leur a conseillé de demander l'intermédiation du préfet des Pyrénées-Orientales. Chose faite, puisque le préfet reçoit une délégation de riverains dans les jours suivants et lors de nouvelles réunions a sursoit à l'exécution des opérations de démolition devant le manque de concertation avec la population. D'autres associations soutiennent les riverains de Saint-Jacques, notamment l'association ASPHAR, qui milite pour la réhabilitation des logements et non la démolition du quartier historique de la ville. Les riverains reçoivent aussi le soutien de Stéphane Bern.
Cette communauté s'opposait à la destruction de l'îlot Puig initiée par le maire de Perpignan Jean-Marc Pujol en mars 2018.

## Vie personnelle
Romain Grau est fils d'agriculteurs et continue à exploiter les vignes familiales à Villemolaque en amenant sa récolte à la cave de Passa.
Il est membre de l'obédience maçonnique du Grand Orient[réf. à confirmer]. 